# Soisy-sous-Montmorency
Soisy-sous-Montmorency – miejscowość i gmina we Francji, w regionie Île-de-France, w departamencie Dolina Oise.
Według danych na rok 2007 gminę zamieszkiwało 17 419 osób, a gęstość zaludnienia wynosiła 4377 osób/km².